# Свинорийка (притока Луги)
Свинори́йка — річка в Україні, в межах Володимирського району Волинської області. Права притока Луги (басейн Західного Бугу).

## Опис
Довжина 16 км, площа басейну 100 км². Долина порівняно неширока, місцями заболочена. Річище слабозвивисте, майже все каналізоване і випрямлене.

## Розташування
Свинорийка бере початок на схід від села Березовичі. Тече переважно на захід (частково — північний захід). Впадає до Луги на північний захід від села Житані.